# لیمبه، مالاوی
لیمبه (به لاتین: Limbe) یک شهرک در مالاوی است که در منطقه جنوبی مالاوی واقع شده‌است.